# Grupo XPTO
O XPTO é um grupo de teatro brasileiro.
Sua atuação inicia-se no ano de 1984, sob a coordenação do artista plástico argentino Oswaldo Gabrielli e pelo músico e compositor brasileiro Roberto Firmino. A companhia lançou-se e atingiu reconhecimento de público e críticaos anos 80, com os espetáculos Buster Keaton Contra a Infecção Sentimental e, depois, A Infecção Sentimental Contra-ataca, ambos espetáculos de manipulação de objetos inusitados, com influências de vários grupos internacionais, como o Teatro de Sombras de Praga e o Mummenschanz. 
As primeiras investidas do grupo (ainda com as presenças de Natália Barros e André Gordon, seus co-fundadores) foram em forma de performances em casas noturnas do underground paulistano, no início dos anos 80 (Madame Satã e Café Piu-Piu). Devido a essa característica performática, o processo criativo de Gabrielli permite que todos os atores contribuam para a encenação como criadores, não apenas de seus personagens, mas também do roteiro em que se inserem. Os espetáculos normalmente fundem música, dança, circo, manipulação de bonecos e objetos e, claro, linguagens teatrais mais convencionais. Isso, com absoluto rigor técnico e precisão de acabamento.
Os figurinos e a cenografia são sempre assinados por Gabrielli, que muitas vezes contribui na iluminação. A sonoplastia/trilha é assinada por Roberto (Beto) Firmino. Durante muitos anos, fizeram parte ativa do grupo os atores Anie Welter, Sidney Caria, Natália Barros e Wanderley Piras. Passaram pelo grupo: Dadá Cyrino, Grace Gianoukas, Eber Mingardi, Carlos Fariello, Guto Tognazzolo, Kleber Montanheiro, Gerson Steves, Roberto de Carmargo, Ângelo Madureira, Cadu de Souza, Tay Lopez, Júlia Jalbut, Sérgio Pupo, Paulo Vasconcellos, Robson Ruy e outros. 
O grupo realizou turnês pela Europa, América do Sul e Ásia.

## Encenações do grupo
- 1984 - Buster Keaton Contra a Infecção Sentimental - Com Natália Barros e André Gordon.
- 1984 - A Infecção Sentimental Contra-Ataca (primeira montagem) - Com Natália Barros e André Gordon.
- 1987 - Kronos - Com Anie Welter, Sidney Caria e Wanderley Piras
- 1989 - Coquetel Clown (primeira montagem) - Com Anie Welter, Sidney Caria e Wanderley Piras
- 1991 - XPTO Mega Mix - Com Anie Welter, Sidney Caria e Wanderley Piras
- 1994 - Babel Bum - Com Anie Welter, Sidney Caria, Wanderley Piras e o Grupo Pia Fraus
- 1996 - O Pequeno Mago - Com Anie Welter,Eber Mingardi, Sidney Caria, Guto Tognazollo, Grace Gianoukas, Carlos Fariello, Roberto de Camargo, Wanderley Piras e outros. Produção do Teatro Popular do SESI
- 1997 - Buster - O Enigma do Minotauro - Com Anie Welter, Sidney Caria, Guto Togniazollo, Roberto de Camargo, Ângelo Madureira, Marcio Branco, Gerson Steves, Dadá Cyrino, Wanderley Piras e outros. Produção do Teatro Popular do SESI
- 1999 - Além do Abismo - Com Anie Welter, Sidney Caria, Guto Tognazollo, Grace Gianoukas, Carlos Fariello, Roberto de Camargo, Wanderley Piras e outros.
- 2001 - A Infecção Sentimental Contra-Ataca (segunda montagem)
- 2002 - A Tempestade, de William Shakespeare, tradução de Marcelo Rubens Paiva - Com Sérgio Mamberti, Tay Lopez, Cadu Souza, Carlos Fariello, Roberto de Camargo, Sidney Caria e outros.
- 2002 - Estação Cubo
- 2003 - Utopia - Terra de Dragões - Com Tay Lopez, Sérgio Pupo e Júlia Jalbut
- 2004 - Coquetel Clown (segunda montagem) participando do Carnival Festival em Hong Kong - Com Tay Lopez, Sergio Pupo, Wanderley piras, Cadu Souza, Júlia Jalbut e Tchê Araújo.
- 2006 - Pulando Muros - Com Tay Lopez, Sergio Pupo, Cadu Souza, Júlia Jalbut, Tchê Araújo e Luciana Gabriel.
- 2007 - LORCA - Aleluia erótica em 38 quadros e 1 assassinato
- 2008 - O Público, de Federico Garcia Lorca

## Outras direções de Gabrielli
- Os Direitos da Criança - com Gabriela Duarte e Tay Lopez